# クレオパトラ (アルテミジア・ジェンティレスキ、ローマ)
『クレオパトラ』（伊: Cleopatra、英: Cleopatra）は、イタリア・バロック期の女性画家アルテミジア・ジェンティレスキが1630年代半ばに制作した絵画である。古代エジプトのプトレマイオス朝の女王クレオパトラ7世の死を主題としている。現在、ローマの個人蔵となっている。

## 作品
この絵画は、エジプトの女王クレオパトラ7世が自殺した場面を描いている。クレオパトラの愛人で、後に夫となるマルクス・アントニウス率いる古代ローマ軍とエジプト軍は、オクタウィアヌス率いる古代ローマ軍の軍勢に対し相次ぐ敗北を喫した。アントニウスが命を落とすと、すべてを失ったことを悟ったクレオパトラは自害する。古代ローマの著述家プルタルコスの『対比列伝（英雄伝）』によれば、彼女は最小限の苦痛で命を絶つために、有名なエジプトコブラに自身の身体を咬ませた。
裸体の女性が身体の一部に明るい青色のマントを掛け、ベッドの上に横たわっている。彼女の左肘の側には花の入った小さな籠がある。カーテンの後から2人の女性が入ってきており、1人は泣いているようである。裸体女性の青白い肌の色と、シーツの上で彼女のもとから去ろうとしているヘビは、クレオパトラの生涯の最後の時を示唆している。彼女の頭部は枕の上に垂れ、王冠は彼女の波打つ金髪から落ちている。クレオパトラはアルテミジア・ジェンティレスキの同時代の画家たちにとって比較的一般的な主題であったが、彼女の死という瞬間を描くことは稀なことであった。

## 歴史

### 帰属
1980年代まで、本作はマッシモ・スタンツィオーネの作品であると信じられていた。現在、ほとんどの研究者はアルテミジア・ジェンティレスキの作品であると認めているが、彼女の弟子のオノフリオ・パルンボとの共同制作の可能性を示唆する要素がある。その一方で、アルテミジアはナポリの同時代の画家たちに影響を受けただけである可能性もある。

### 来歴
本作はアルテミジアがナポリにいた時期に制作されたと考えれている。作品は1980年代にロンドンのマシーセン・ギャラリー で最初に記録されており、1987年に同ギャラリーから現在の個人所有者に購入された。